# 효행로
효행로(Hyohaeng-ro)는 경기도 화성시 반월동 반월삼거리에서 수원시 권선구 오목천동을 잇는 40km의 도로이다.

## 주요 경유지
경기도
- 수원시 권선구 (오목천동) - 화성시 (봉담읍 . 안녕동 . 송산동 . 진안동 . 병점동 . 기산동 . 반월동)

## 노선
| 이름                 | 접속 노선                            | 소재지 | 소재지 | 소재지   | 비고 |
| -------------------- | ------------------------------------ | ------ | ------ | -------- | ---- |
| 오목천삼거리         | 국가지원지방도 제98호선 (매송고색로) | 수원시 | 권선구 | 오목천동 |      |
| 수영오거리           | 국가지원지방도 제84호선 (삼천병마로) | 화성시 | 봉담읍 | 봉담읍   |      |
| 국립축산과학원교차로 |                                      | 수원시 | 권선구 | 오목천동 |      |
| 수원대삼거리         | 와우안길                             | 화성시 | 안녕동 | 안녕동   |      |
| (이름없음)           | 동화역말길                           | 화성시 | 봉담읍 | 봉담읍   |      |
| (이름없음)           | 융건로                               | 화성시 | 봉담읍 | 봉담읍   |      |
| (이름없음)           | 세자로                               | 화성시 | 안녕동 | 안녕동   |      |
| 중화제약삼거리       | 안녕남로                             | 화성시 | 안녕동 | 안녕동   |      |
| (이름없음)           | 지방도 제318호선 (만년로)            | 화성시 | 안녕동 | 안녕동   |      |
| 안녕교차로           | 서부로                               | 화성시 | 안녕동 | 안녕동   |      |
| (이름없음)           | 효행로 853번길 효행로 854번길        | 화성시 | 안녕동 | 안녕동   |      |
| 송산교               |                                      | 화성시 | 송산동 | 송산동   |      |
| (이름없음)           | 한신대길                             | 화성시 | 송산동 | 송산동   |      |
| 병점육교             |                                      | 화성시 | 진안동 | 진안동   |      |
| 병점지하차도교차로   | 국도제1호선 (경기대로)               | 화성시 | 진안동 | 진안동   |      |
| (이름없음)           | 병점중앙로                           | 화성시 | 진안동 | 진안동   |      |
| 중심상가사거리       | 병점1로                              | 화성시 | 병점동 | 병점동   |      |
| 진안골입구사거리     | 병점4로 동탄지성로 269번길           | 화성시 | 병점동 | 병점동   |      |
| 안화7.8단지삼거리    | 병점3로                              | 화성시 | 병점동 | 병점동   |      |
| 능리교               |                                      | 화성시 | 기산동 | 기산동   |      |
| 안화6단지삼거리      | 병점2로                              | 화성시 | 기산동 | 기산동   |      |
| (이름없음)           | 동탄지성로                           | 화성시 | 기산동 | 기산동   |      |
| 능리교차로           | 국가지원지방도 제84호선 (동탄원천로) | 화성시 | 기산동 | 기산동   |      |
| 반월삼거리           | 지방도제315호선 (영통로) 삼성1로     | 화성시 | 반월동 | 반월동   |      |

## 주요 건물및 시설
- 한국방송통신대학교 경기지역대학 (효행로 28/오목천동 399)
- 부강 자동차정비공업사 (효행로 38/오목천동 407-5)
- 신안전자동차 공업사 (효행로 40/오목천동 408)
- 현대오일뱅크서수원주유소 (효행로 50/오목천동 414)
- SK에너지동화주유소 (효행로 188/동화리 2-3)
- 스타벅스화성봉담DT (효행로 219/기안동 333-5)
- 농민마트 (효행로 237/기안동 335-8)
- GS25화성클래식점 (효행로 244/동화리 91-1)
- 현대모비스 (효행로 257/기안동 355-1)
- 60계치킨 화성기안점 (효행로 263/기안동 355-2)
- GS칼텍스효행로주유소 (효행로 268/동화리 125-3)
- 맥도날드화성봉담DT점 (효행로 269/기안동 357-5)
- 삼성디지털프라자 (효행로 271/기안동 357-1)
- 이마트화성봉담점 (효행로 278/동화리 130)
- BBQ (효행로 287/기안동 370-4)
- 롯데리아화성기안점 (효행로 287/기안동 370-4)
- 파리바게트화성보보스점 (효행로 287/기안동 370-4)
- GS25화성와우점 (효행로 293/와우리 148-2)
- 고려동물병원 (효행로 293/와우리 148-2)
- LG전자베스트샵 봉담점 (효행로 295/와우리 148-3)
- 롯데하이마트봉담점 (효행로 306/와우리 125)
- 한국타이어T스테이션 봉담점 (효행로 308/와우리 126)
- GS칼텍스우리주유소 (효행로 313/와우리 129-5)
- 은성카서비스 (효행로 333/와우리 108)
- 와우자동차 종합검사소 (효행로 339/와우리 112-2)
- SK에너지815주유소 (효행로 343/와우리 111)
- 홍익디자인고등학교 (효행로 387/기안동 460-97)
- 홍익대학교야구장 (효행로 387/기안동 460-97)
- GS칼텍스일광에버비스 제1주유소 (효행로 420/안녕동 188-224)